# 森川葵村
森川 葵村（もりかわ きそん、 1889年（明治22年）3月8日 - 1979年（昭和54年）8月1日）は、大正・昭和期の日本の詩人、実業家。本名は森川 勝次。

## 来歴
東京市下谷区入谷町（現・東京都台東区）に生まれる。旧制京北中学校在学中、同窓の飯田蛇笏らと交流を深める。1910年に東京高等商業学校（のちの一橋大学）本科を卒業し、引き続いて在籍した同専攻部計理科を1912年に卒業した。
在学中、三木露風一派の詩人として活躍し、三井物産に入社後、朝鮮火薬銃砲常務取締役、同社専務取締役、帝国火薬工業営業部長、日本油脂営業部長等を歴任した。
57歳で秋田県の寒村に疎開後詩作を再開し、第二次世界大戦後は北洋火薬（のちの日本化薬）社長などを務めた。1979年に老衰のため91歳で死去した。

## 詩集
- 『雪の言葉』葵村舎 1965年